# Història de Belize

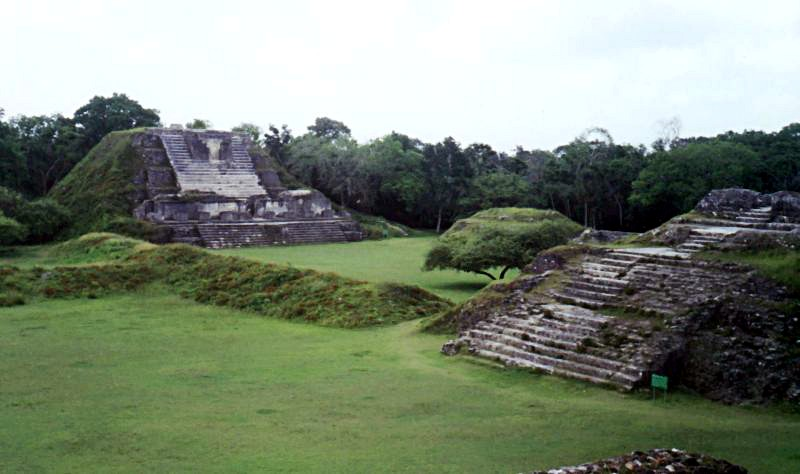
Temples d'Altun Ha

L'estat de Belize forma part del territori cultural dels maies, la gran civilització que va poblar Mesoamèrica fins a l'arribada dels conquistadors espanyols.
Entre els segles II i X de l'Era Cristiana es va viure l'època d'esplendor d'aquesta cultura. Si bé no hi ha una unitat política mesoamericana, la ciutat mexicana de Teotihuacán exercia una gran influència. Aquesta influència va permetre el sorgiment d'estats a l'Amèrica Central.
A Belize podem trobar diversos jaciments arqueològics de gran interès (Altun Ha, El Caracol, Colinas, Cahal Pech, Lamanai, Lubaantun, Nim Li Punit, Santa Rita, Xunantunich). Un d'ells, Caracol, va ser seu del major dels estats de la regió. El seu nom en aquells temps era Oxhuitza.
Des del segle IV coneixem noms de reis d'aquesta ciutat, que van controlar grans territoris, especialment en el segle vi, en el qual les tropes del monarca Yajaw Et 'K'inich II van derrotar a les hosts de Tikal, ciutat propera, a l'actual Guatemala.
Caracol va tenir prop de cent vuitanta mil habitants, i la densitat de població a Belize era possiblement més gran que l'actual. Però les lluites per l'hegemonia entre els diferents regnes van provocar la fi d'aquesta era daurada. Kan III, entre 835 i 849, va ser l'últim rei conegut.
Els primers habitants de la zona pertanyien a la cultura maia, d'on semba derivar el seu nom (amb el sentit d'"aigua amb fang"). Els espanyols van establir una colònia temporal que van abandonar davant la resistència local, per concentrar-se en conquerir altres àrees del continent. Aquest fet va ser aprofitat pels anglesos, que van ocupar la zona, convertint-la de facto en colònia el 1786 i oficialment el 1862.
L'esclavitud i després la dominació econòmica van marcar les relacions entre la colònia i la metròpoli. La gran crisi dels anys 1930 i les lleves forçoses a la Segona Guerra Mundial van reforçar el sentiment independentista dels seus habitants, que van imposar-se políticament per aconseguir una relativa autonomia i després la independència, pactada amb la Gran Bretanya el 1981. Però les reclamacions de Guatemala, que afirma que el territori li pertany, van provocar la presència permanent de tropes britàniques a Belize.

## Època precolonial

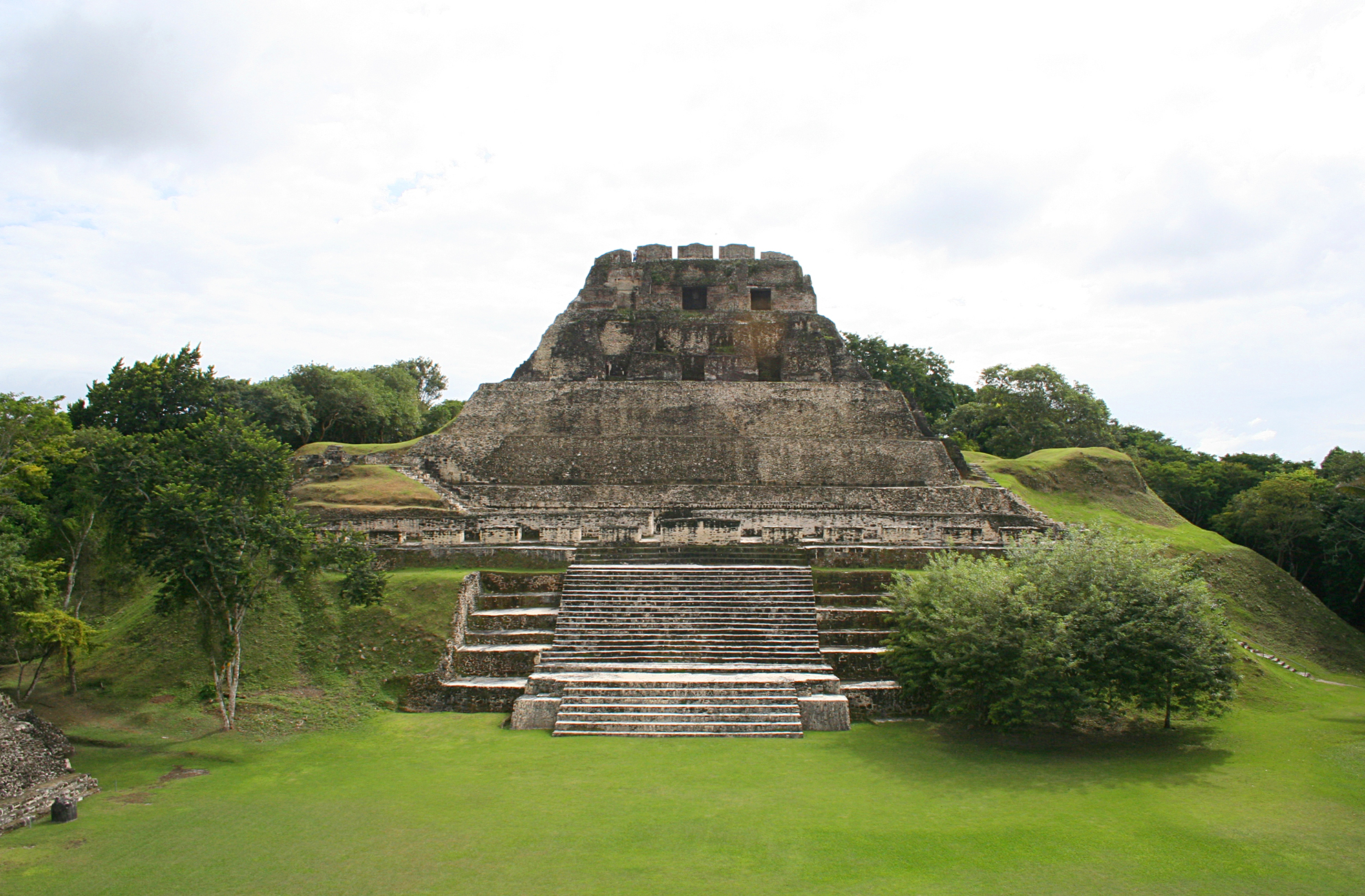
"El Castell" a Xunantunich.

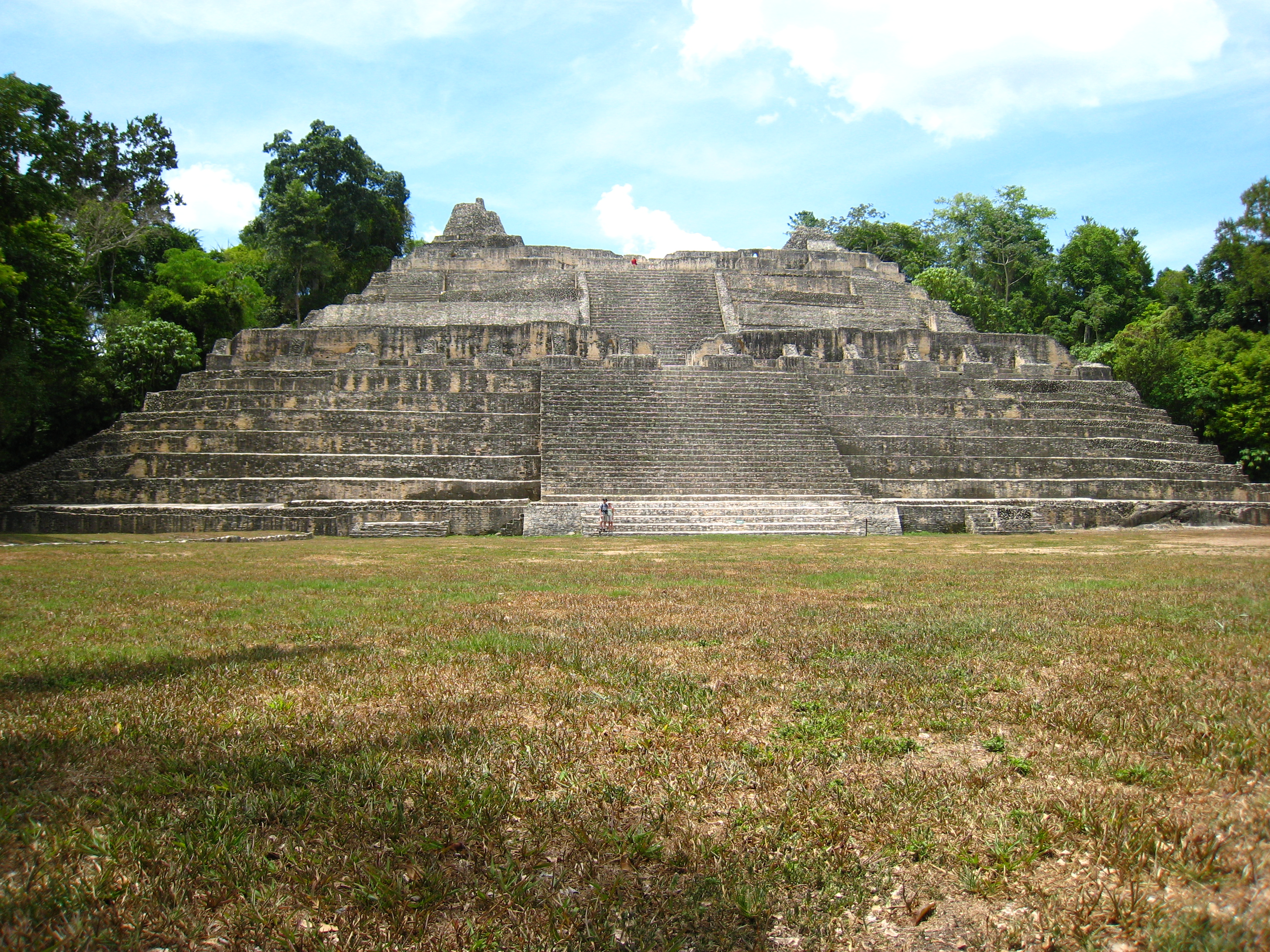
"Caana" a El Caragol.

La civilització maia va aparèixer almenys fa tres mil·lennis a l'àrea baixa de la península del Yucatán i a les terres altes del sud, en el que avui és el sud-est de Mèxic, Guatemala, l'oest d'Hondures i Belize. Molts aspectes d'aquesta cultura persisteixen a l'àrea tot i els gairebé 500 anys de dominació europea. Fa uns 2500 anys a.C. algunes bandes de caçadors es van establir a petits llogarets agrícoles, on més tard van conrear blat de moro, fesols, carabasses i Xile.
Belize va ser part de l'Imperi Maia, que s'estenia des del sud de Mèxic fins a Guatemala i Hondures. L'ocupació més primerenca del territori correspon a la meitat del segon mil·lenni a.C., aconseguint la seva florida entorn del segle ix de la nostra era. El centre polític i cultural més important de la regió era el lloc conegut en l'actualitat com El Caragol, les inscripcions del qual es troben en l'aristocràtica variant del maia, anomenada Ch'olti'an clàssic pels epigrafistes. Al nord de les Muntanyes Maies les inscripcions de Lamanai es troben en yucateco des del segle vii.
En el període clàssic, abans del segle x, van viure al territori actualment belizià prop de 400.000 persones i, si bé va haver-hi un descens de la població durant el postclàssic, les terres baixes maies seguien ocupades quan van arribar els europeus en el segle XVI; llavors els principals habitants eren els Mopan, una branca dels yucatecos.

## Domini espanyol
Els conquistadors espanyols van explorar la terra, la van declarar colònia i el territori va passar a ser part de la capitania General de Guatemala, però van optar per no colonitzar-la a causa de la falta de recursos com l'or i la forta defensa de la península de Yucatán pels maies. Més tard, els colons anglesos, escocesos i els pirates coneguts com els Baymen van entrar a la zona als segles xvii i XVIII, respectivament, i van establir una colònia comercial basada en la tala del pal de Campeche per a la producció de tint, en el que es convertiria en el districte de Belize.
A principis del segle xvii, els mariners anglesos havien començat a tallar fusta a parts de la costa d'Amèrica Central sobre les quals els espanyols exercien poc control, i a principis del segle XVIII s'havia establert un petit assentament britànic al riu Belize, tot i que els espanyols es van negar a reconèixer el control britànic sobre la regió i sovint van desallotjar els colons britànics. Els Baymen es van assentar a la costa de Belize el 1638, a la recerca d'una zona protegida des de la qual poguessin atacar als vaixells espanyols. El tractat de Madrid de 1670 va posar fi a aquests atacs. Els colons van tornar a tallar pal de Campeche durant el segle xviii. Amb la fusta es va produir un agent de fixació per als tints de roba que era vital per a la indústria llanar europea. Espanya va atorgar llicència d'ocupar l'àrea als colons britànics a condició que cessessin els actes de pirateria.
En el tractat de París de 1783 i la convenció de Londres de 1786, Espanya va donar a Gran Bretanya el dret de tallar fusta de caoba i altres arbres a la zona entre el riu Hondo i el riu Belize, però Espanya va conservar la sobirania sobre aquesta zona. Els britànics van esperar fins a l'any 1789 per nomenar el primer superintendent del territori de Belize. La batalla del Cayo San Jorge va ser un breu conflicte militar que es va dur a terme del 3 al 30 de setembre de 1798 a la costa del que avui és el territori de Belize. La batalla final del conflicte es va produir el dia 10 de setembre. Anteriorment, el govern britànic no va reconèixer l'assentament de Belize com una colònia, per por a provocar un atac espanyol. El retard en la supervisió del govern va permetre als colons l'establiment de les seves pròpies lleis i formes de govern. Durant aquest temps uns pocs colons rics van guanyar el control de la legislatura local, coneguda com a Public Meeting («Reunió Pública»), així com de la major part de les terres i de la fusta. Els espanyols van tractar d'obtenir el control repetidament sobre Belize per la força, però no van tenir èxit. L'últim intent espanyol es va produir el 10 de setembre de 1798, quan els Baymen i els seus esclaus van repel·lir la flota espanyola en un breu enfrontament, sense cap baixa, conegut com la batalla del Cayo San Jorge. L'aniversari de la batalla és considerat dia festiu nacional a Belize.

## Domini britànic

Bandera de l'Hondures Britànica

El 1836, després de la independència d'Amèrica Central de la dominació espanyola, els britànics van reclamar el dret d'administrar el territori de Belize. Poc després, es va engegar una sèrie d'institucions per garantir la presència contínua d'una força de treball viable. Algunes d'elles van limitar la capacitat de les persones per obtenir la terra, mitjançant un sistema de peonatge per deutes que va permetre mantenir els antics esclaus «alliberats» com a força de treball. A causa que una petita elit controlava la terra i el comerç de la colònia, els antics esclaus no tenien un altre remei que seguir treballant com llenyataires. Durant el segle xix els britànics van exercir un major control sobre els colons, amenaçant amb la suspensió del Public Meeting tret que s'observés les instruccions del govern pel que fa a l'abolició de l'esclavitud. Encara que l'esclavitud va ser abolida el 1838 a l'Imperi Britànic, les condicions de treball dels treballadors de la colònia de Belize eren denigrants. Els esclaus de la colònia van ser valorats per les seves habilitats en l'extracció de caoba. Com a resultat, els antics amos d'esclaus a l'Hondures Britànica guanyaven 53,69 £ de mitjana per esclau, la suma més alta pagada en qualsevol part de l'Imperi Britànic.
En 1850, durant la guerra de Castes, Guatemala i la Gran Bretanya van signar el tractat Wyke-Aycinena per definir les seves fronteres, i després del tractat Clayton-Bulwer de 1850 amb els Estats Units, Gran Bretanya va acceptar evacuar els seus colons de les Illes de la Badia i Mosquitia, però va mantenir el control de l'assentament al riu Belize. El 1862, Gran Bretanya va establir la colònia de la corona d'Hondures Britànica en aquest lloc, subordinada a Jamaica. Com a colònia, Belize va començar a atreure a inversors britànics. Entre les empreses britàniques que van dominar la colònia durant el segle xix es troba la Belize Estes and Produce Company, que va aconseguir adquirir la meitat de totes les terres de propietat privada de la colònia. La gran influència d'aquesta companyia privada s'explica en part per la dependència de la colònia del comerç de caoba durant la resta del segle xix i la primera meitat del segle xx.
La Gran depressió de 1930 va provocar un col·lapse gairebé total de l'economia colonial, ja que la demanda britànica de fusta es va desplomar. Els efectes de la desocupació generalitzada es van agreujar per un huracà devastador que va afectar la colònia el 1931. Els esforços de rescat i reconstrucció del govern van ser percebuts com a inadequats, una situació que es va agreujar després de la seva negativa davant les demandes populars de legalitzar els sindicats i introduir un salari mínim. Les manifestacions i els disturbis de 1934 van marcar el començament d'un moviment nacionalista a favor de la independència. En resposta, el govern va revocar les sancions penals contra els treballadors que van violar els termes dels seus contractes de treball per haver-se afiliat als sindicats, i va concedir als treballadors el dret d'afiliar-se als sindicats. L'acord fronterer amb el Regne Unit que autoritzava la creació de l'Hondures Britànica fou anul·lat per Guatemala en 1939 en no fer-se efectius els acords econòmics.
Les condicions econòmiques van millorar durant la Segona Guerra Mundial (1939-1945), quan molts homes de Belize van ingressar en les forces armades o van contribuir com a força laboral a l'esforç bèl·lic. Després de la guerra, l'economia de la colònia es va estancar novament a causa de les pressions causades pels efectes perjudicials de la guerra. La decisió britànica de devaluar el dòlar de l'Hondures Britànica el 1949 va empitjorar les condicions econòmiques i va conduir a la creació del Comitè del Poble, que exigia la independència. El successor del Comitè del Poble, el Partit Unit del Poble (PUP), va sol·licitar reformes constitucionals i l'ampliació dels drets de vot a tots els adults.

## Independència
Les reformes constitucionals es van iniciar el 1954 i van donar lloc a una nova Constitució deu anys més tard. La Gran Bretanya va concedir a l'Hondures Britànica l'autogovern el 1964, i el líder del PUP, George Price, es va convertir en primer ministre de la colònia. L'Hondures Britànica va ser rebatejada oficialment com «Belize» el 1973. El progrés cap a la independència, no obstant això, es va veure obstaculitzat per un reclam guatemalenc de la sobirania del territori. Belize, finalment, va aconseguir la plena independència el 21 de setembre de 1981, encara que Guatemala es va negar a reconèixer al nou estat. Uns 1.500 soldats britànics es van quedar per protegir Belize de l'amenaça guatemalenca.
Amb Price al capdavant, el PUP va guanyar totes les eleccions fins al 1984. Aquest any el PUP va ser derrotat pel Partit Democràtic Unit (UDP), i el líder de l'UDP, Manuel Esquivel, va reemplaçar a Price com a primer ministre belizià. Price va tornar al poder després de les eleccions de 1989. El president de Guatemala va reconèixer formalment la independència de Belize el 1992. A l'any següent, el Regne Unit va anunciar que posaria fi a la seva participació militar a Belize. Els soldats britànics es van retirar el 1994, però el Regne Unit va deixar una unitat d'entrenament militar per ajudar en la recentment creada Força de Defensa de Belize.
L'UDP va recuperar el poder en les eleccions nacionals de 1993, i Esquivel es va convertir en primer ministre per segona vegada. Poc després, Esquivel va anunciar la suspensió d'un pacte aconseguit amb Guatemala durant el mandat de Price. El pacte va reduir la disputa fronterera de 130 anys entre els dos països. Les tensions frontereres van continuar en la dècada del 2000, encara que els dos països van cooperar en altres àrees.
El PUP va obtenir una victòria aclaparadora en les eleccions nacionals de 1998, i el líder del PUP, Said Musa, va prestar jurament com a primer ministre. En les eleccions de 2003 el PUP va mantenir la seva majoria, i Musa va continuar com a primer ministre. Es va comprometre a millorar les condicions en el sud subdesenvolupat i en gran part inaccessible de Belize.
El 2005 Belize va ser escenari de disturbis causats pel descontentament amb el govern del PUP, que va augmentar els impostos. El 8 de febrer de 2008, Dean Barrow va prestar jurament com a primer ministre després que l'UDP obtingués una aclaparadora victòria en les eleccions generals.
Al llarg de la història de Belize, Guatemala ha reclamat la propietat de la totalitat o part del territori. Aquesta afirmació es reflecteix a vegades en mapes que mostren a Belize com a part de Guatemala. En el 2012, el conflicte de la frontera amb Guatemala va seguir sense resoldre's i segueix sent un tema bastant polèmic.
La reclamació de Guatemala del territori de Belize es basa, en part, en termes de la Clàusula VII del Tractat anglo-guatemalenc de 1859, que obliga als britànics a construir una carretera entre la ciutat de Belize i Guatemala. En diverses ocasions el problema ha requerit la mediació del Regne Unit, la Comunitat del Carib, Caps de Govern, l'Organització d'Estats Americans, Mèxic i els Estats Units. Cal destacar que tant Guatemala com Belize participen en les mesures de foment de la confiança aprovades per l'OEA, inclòs el Projecte de Guatemala-Belize Language Exchange.